# La Fresneda
La Fresneda (aragónul: La Fraixneda, katalánul: La Freixneda) település Spanyolországban, Teruel tartományban. La Fresneda Valjunquera, Valdeltormo, Torre del Compte, Valderrobres, La Portellada és Fórnoles községekkel határos. Lakosainak száma 459 fő (2024).

## Népesség
A település népessége az utóbbi években az alábbiak szerint változott:
| Lakosok száma | 404  | 451  | 472  | 501  | 486  | 468  | 436  | 438  | 462  | 459  |
|               | 2001 | 2004 | 2007 | 2009 | 2012 | 2014 | 2017 | 2019 | 2022 | 2024 |